# The Age of Innocence (1934)
The Age of Innocence ist eine US-amerikanische Romanverfilmung der gleichnamigen Vorlage von Edith Wharton mit Irene Dunne und John Boles in den Hauptrollen. Der Stoff wurde mehrfach adaptiert, unter anderem 1993 von Martin Scorsese mit Michelle Pfeiffer und Daniel Day-Lewis unter dem Titel Zeit der Unschuld erneut verfilmt.

## Handlung
Die unstandesgemäße Beziehung von Dallas Archer, die im New York der frühen 1920er zum Stadtgespräch wird, veranlasst seinen Großvater Newland Archer, einen hochangesehenen Anwalt, sich an seine eigene unglückliche Beziehung im Jahre 1875 zu erinnern. Newland stand damals kurz vor der Verlobung mit May Welland, die einer der angesehensten Familien aus New York entstammt. Eines Tages trifft Newland wieder auf Ellen, eine Bekannte aus Kindertagen, die den polnischen Grafen Olenska geheiratet hat und jetzt die Scheidung von ihrem Gatten sucht. Ihre Verwandten bestehen auf einer Fortführung der Ehe, da sie den Skandal fürchten und eine Scheidung Ellen gesellschaftlich für alle Zeiten ruinieren würde. Newland wird mit der Abwicklung beauftragt und verliebt sich allmählich in die Gräfin Olenska. Später ändert er seine Meinung und drängt Ellen zur Scheidung, während er selber mit dem Gedanken spielt, seine Verlobung zu lösen, um Ellen zu heiraten. Die Dinge werden durch die Interventionen der respektiven Familien verkompliziert, die sowohl Ellen als auch Newland auf ihre jeweiligen Verantwortungen für die Reputation ihrer Verwandten hinweisen. Schließlich kommt es zu einer etwas überstürzten Ehe zwischen Newland und May. Seine Gefühle für Ellen bleiben dieselben, und die beiden treffen sich auch nach der Eheschließung im Geheimen. Plötzlich verlässt die Gräfin Olenska ohne Vorankündigung Amerika, um zurück nach Europa zu fahren und die Aussöhnung mit ihrem Mann zu suchen. Newland nimmt das zum Anlass, May um die Scheidung zu bitten, als diese ihm enthüllt, schwanger zu sein und dass Ellen die erste Person war, der May ihre Umstände enthüllt habe. Die Rückblende endet an dieser Stelle, und der junge Dallas Newland überbringt seinem Großvater die Nachricht, dass Ellen in einem nahegelegenen Hotel auf Newland warten würde. Zur Überraschung von Dallas verzichtet Newland auf das Wiedersehen nach über vierzig Jahren. Er will die Liebe zu Ellen so im Gedächtnis behalten, wie sie war.

## Hintergrund
Die Karriere von Irene Dunne war trotz einer Nominierung für den Oscar als beste Darstellerin in dem Western Pioniere des wilden Westens und finanziellen Erfolgen wie Back Street und The Secret of Madame Blanche nicht richtig von der Stelle gekommen. In ihrem Studio RKO rangierte sie in der internen Hierarchie hinter Ann Harding und Katharine Hepburn. Meist bekam sie nur die Rollen, die eine der beiden Stars oder gar beide abgelehnt hatten.
Auch die Verfilmung von Edith Whartons bekanntem Roman The Age of Innocence wurde zuerst mit Katharine Hepburn als Ellen Olenska geplant. Hepburn entschied sich jedoch dagegen und so ging die Rolle an Irene Dunne. Der Roman, für den Edith Wharton 1920 den  Pulitzer-Preis gewann, war bereits 1924 verfilmt worden. 1928 schaffte es eine Theateradaption mit Katharine Cornell in der Hauptrolle auf 209 Aufführungen. Das Studio brachte Irene Dunne hier erneut mit John Boles zusammen, der bereits in Back Street an ihrer Seite gespielt hatte. Am Ende blieb der erhoffte finanzielle Erfolg des Films aus.

## Kritiken
Die meisten Kritiker fanden den Film langatmig und die sozialen Probleme, die geschildert wurden, als komplett passé. Das Branchenfachblatt Variety meinte lakonisch, der Film habe „eine zweifelhafte Anziehung auf die jüngeren Zuschauer, die Action und Aufregung im Kino sehen wollen“.